# Blå kronduva
Blå kronduva (Goura cristata) är en fågel i familjen duvor inom ordningen duvfåglar.

## Utseende och läte
Blå kronduva är en mycket stor (66 cm) marklevande duva med en lång tuppkam till tofs. Fjäderdräkten är blå med rödbrunt på skuldrorna och manteln samt varierande mängd svarta fläckar (vissa fåglar är nästan helsvarta). Liknande större kronduva i sydost är rödbrun även på undersidan och solfjäderskronduvan åt nordost är rödbrun på bröstet och tofsen är vitspetsad. Lätet består av dämpade men ekande dånande ljud.

## Utbredning och systematik
Blå kronduva behandlas antingen som monotypisk eller delas upp i tre underarter:
- Goura cristata cristata – förekommer på västpapuanska ön Salawati samt låglänta nordvästra Nya Guinea (från Vogelkophalvön till Etna Bay och Siriwofloden)
- Goura cristata minor – förekommer på västpapuanska öarna Batanta och Waigeo
- Goura cristata pygmaea – förekommer på västpapuanska ön Misool

## Bilder

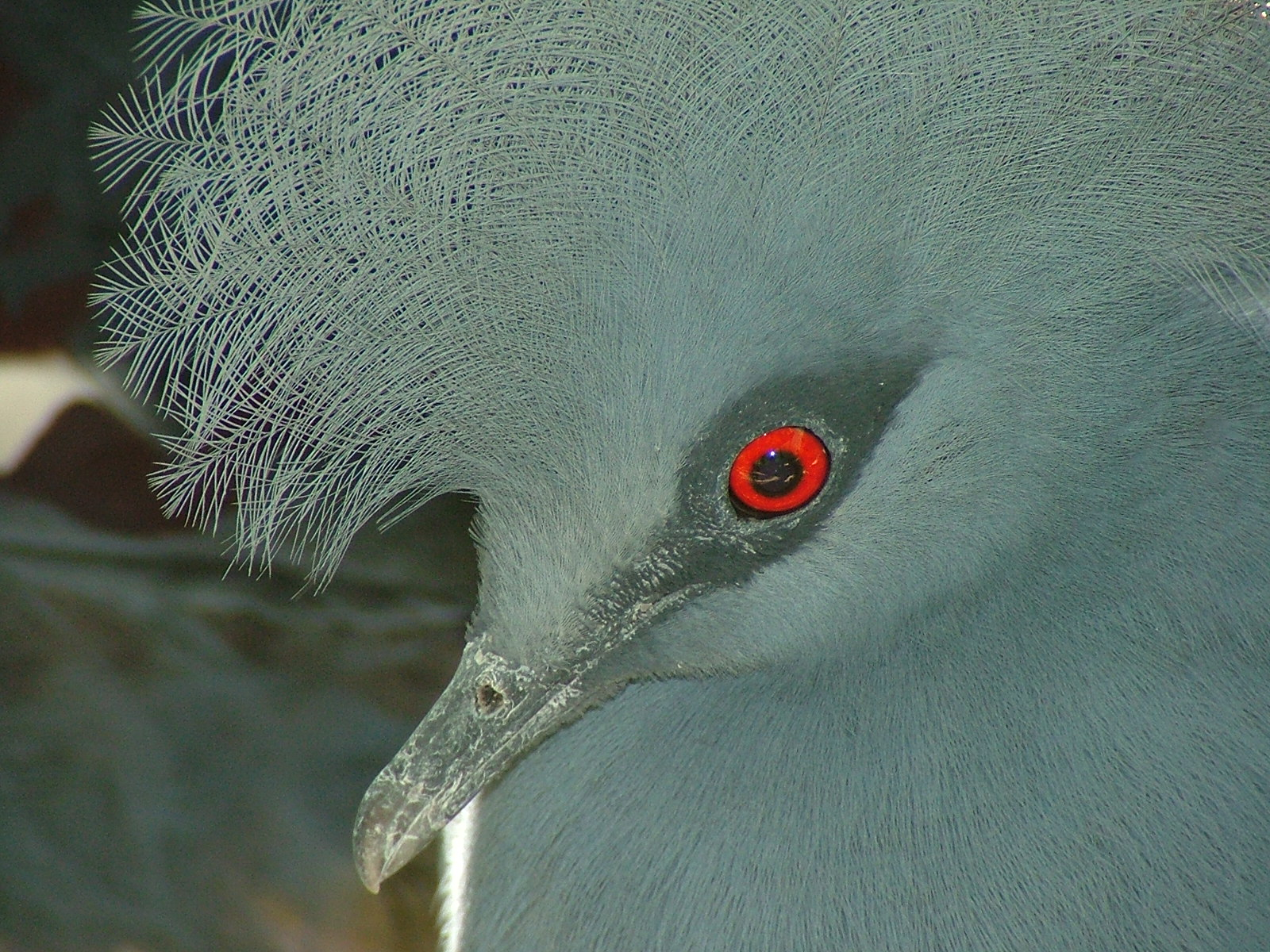
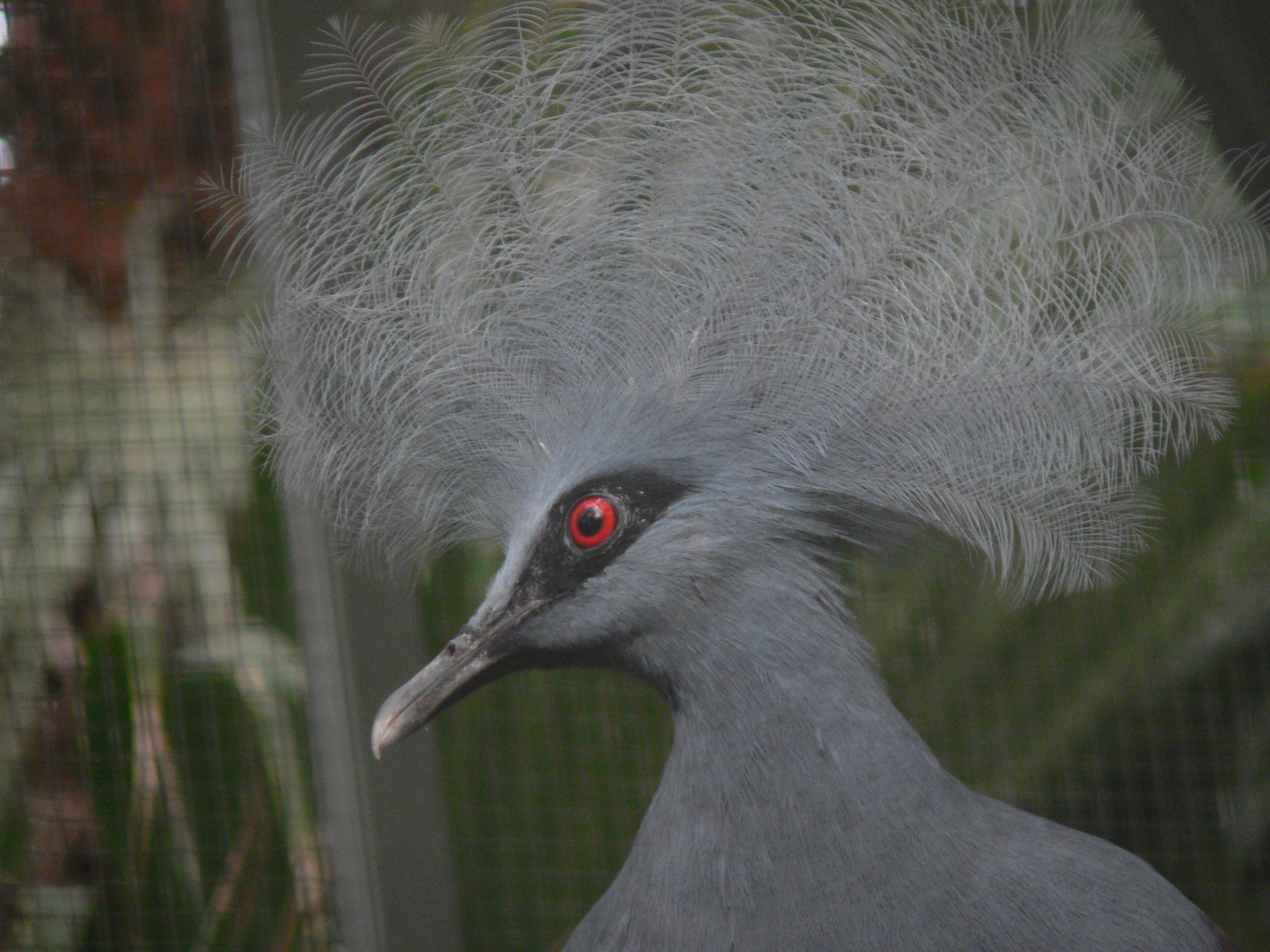
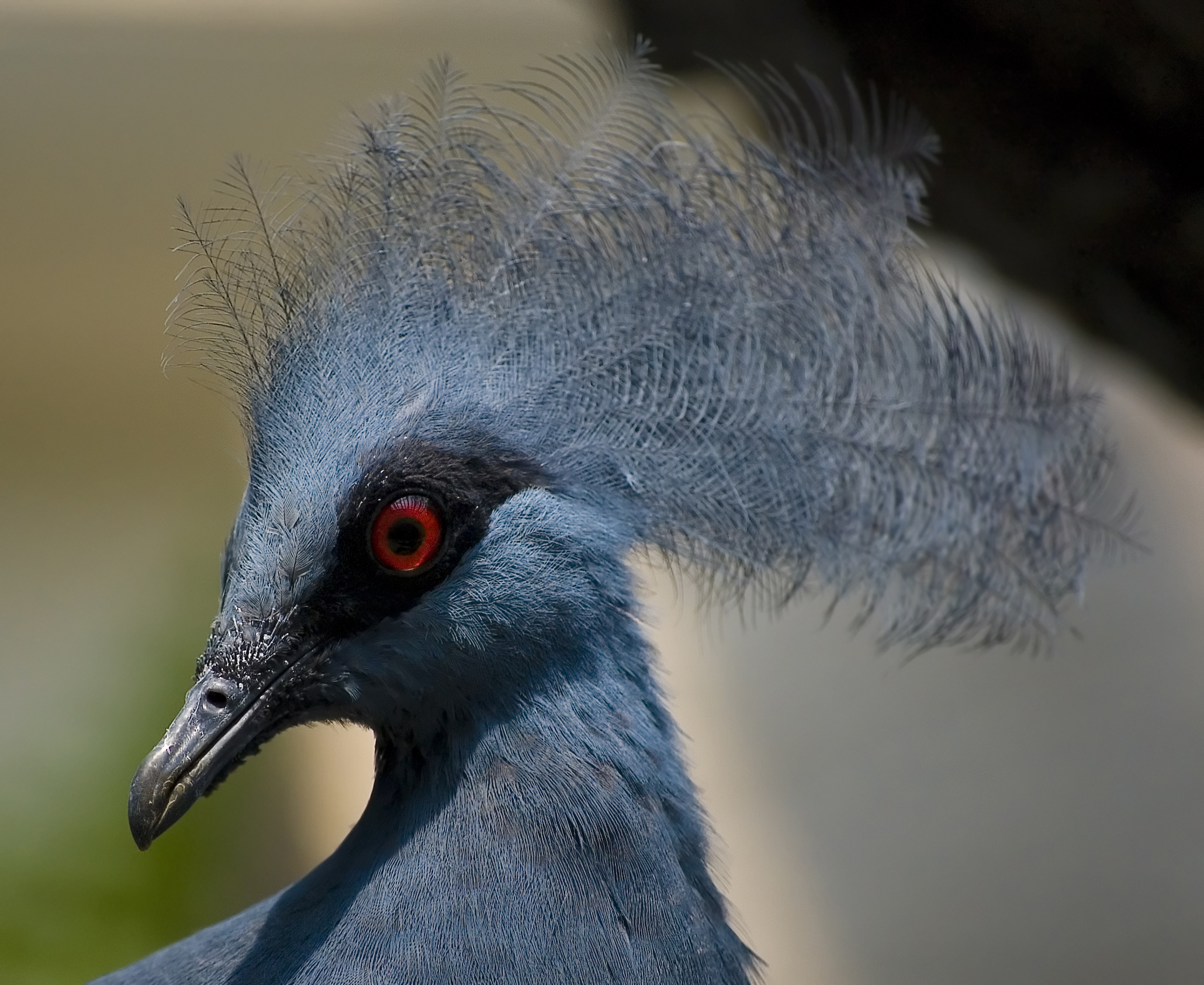
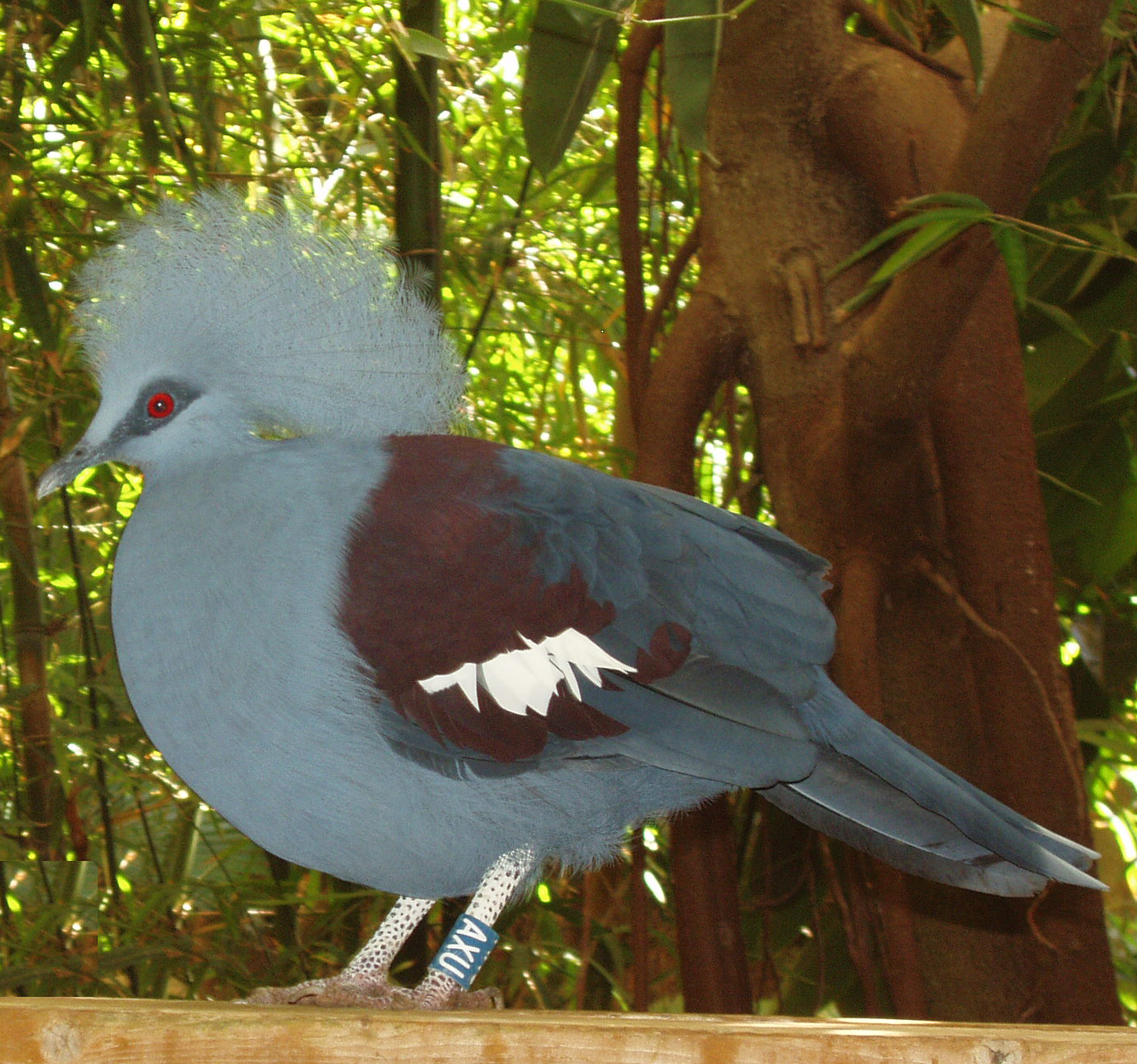
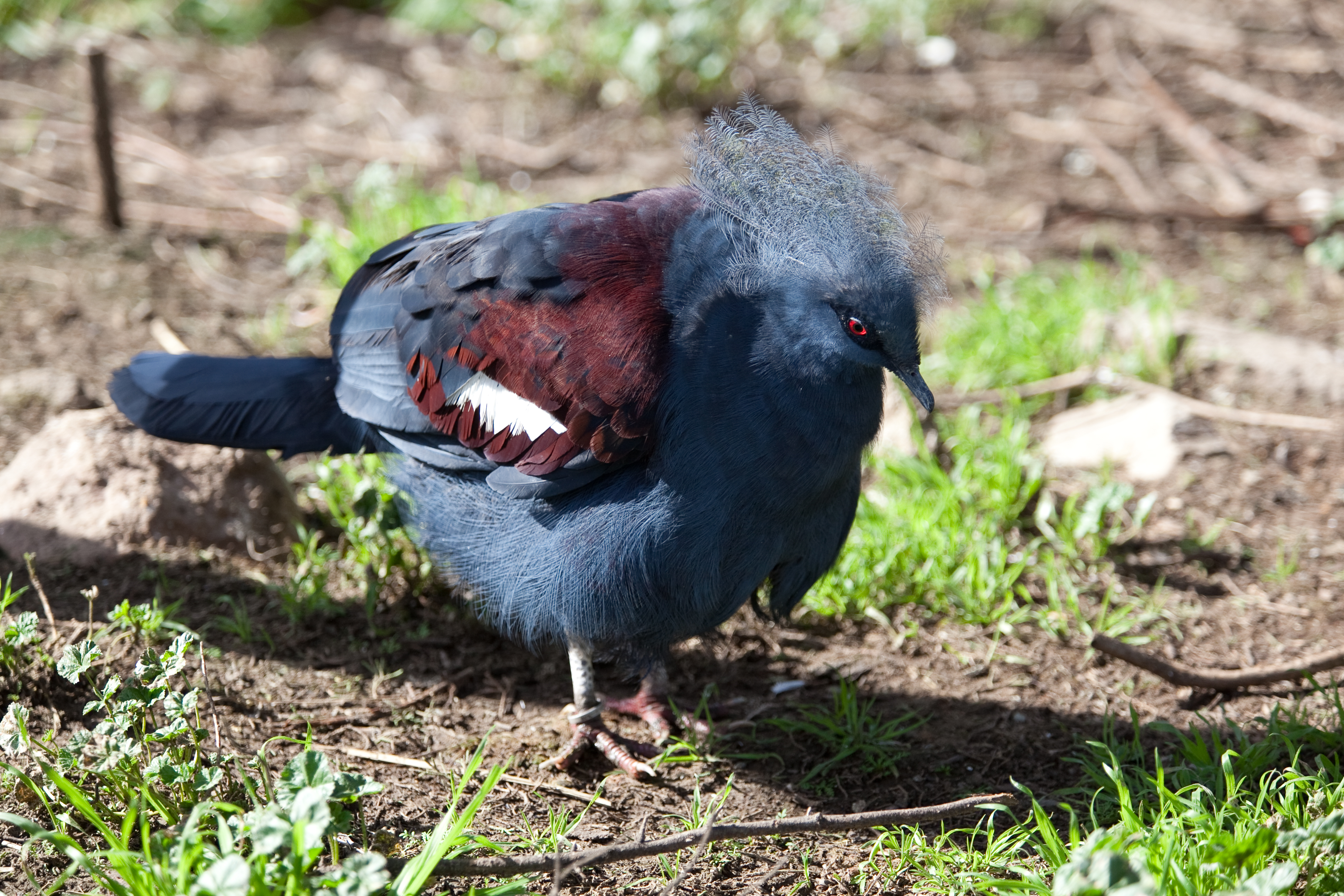
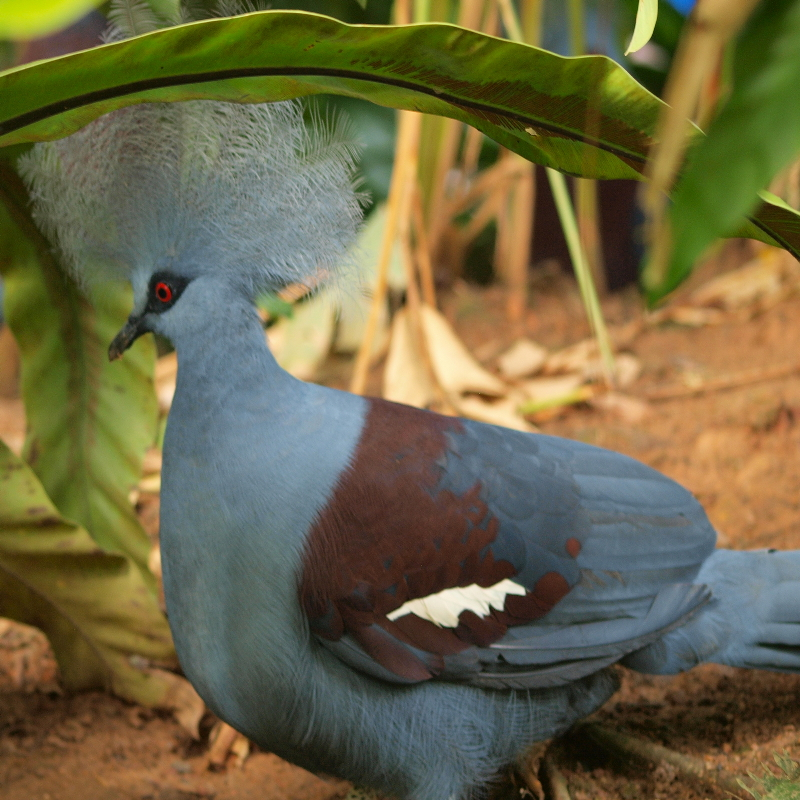

## Status och hot
Blå kronduva har en liten världspopulation bestående av uppskattningsvis endast 2 500–10 000 vuxna individer. Den tros också minska kraftigt i antal till följd av habitatförlust och jakt. Den är därför upptagen på internationella naturvårdsunionen IUCN:s röda lista över hotade arter, kategoriserad som sårbar (VU).